# أندي بورغس
أندي بورغس (بالإنجليزية: Andy Burgess)‏ (10 أغسطس 1981 ببيدفورد في المملكة المتحدة - ) هو لاعب كرة قدم بريطاني في مركز الوسط. شارك مع منتخب إنجلترا لكرة القدم C ‏. أما مع النوادي، فقد لعب مع أكسفورد يونايتد وإيه إف سي ليفربول وروشدين ودايموندز ونادي لوتون تاون وStamford A.F.C. ‏ ونادي مانسفيلد تاون ونادي وكينغ وChester F.C. ‏ ونادي كوربي تاون وفليتوود تاون وDroylsden F.C. ‏.

## وصلات خارجية
- أندي بورغس على موقع قاعدة بيانات كرة القدم.إي يو (الإنجليزية)
- أندي بورغس على موقع Soccerbase.com (لاعب) (الإنجليزية)